# Constant-Louis Paillard-Ducléré
Pour les autres membres de la famille, voir Paillard-Ducléré.
Constant-Louis Paillard-Ducléré (24 janvier 1808, Laval - 4 avril 1879, Paris 9e), est un homme politique français.

## Biographie
Fils de Constant Paillard-Ducléré et propriétaire à Olivet, il est élu aux Élections cantonales de 1836 dans la Mayenne pour le canton de Loiron. Il conserve son poste jusqu'aux Élections cantonales de 1848 dans la Mayenne où il échoue contre le candidat légitmiste.
Il est successivement élu député du 3e collège de la Sarthe (Le Mans), le 27 janvier 1838, en remplacement de Lelong qui avait opté pour la Flèche ; le 2 mars 1839 ; le 9 juillet 1842, contre Horace Say, et le 1er août 1846. 
Beau-frère de Camille de Montalivet, Paillard-Ducléré se montra aussi ministériel que son père, et vota pour le ministère Molé (les 221), pour la dotation du duc de Nemours, pour les fortifications de Paris, pour le recensement, contre les incompatibilités, contre l'adjonction des capacités. Son dévouement aux ministres ne l'empêcha pas toutefois de voter contre l'indemnité Pritchard. Il quitta la vie politique à la Révolution française de 1848.
Il est le père de Constant-Jules Paillard-Ducléré.

## Sources
- « Constant-Louis Paillard-Ducléré », dans Adolphe Robert et Gaston Cougny, Dictionnaire des parlementaires français, Edgar Bourloton, 1889-1891 [détail de l’édition]